# Association des professeurs de langues vivantes
L’Association des professeurs de langues vivantes (APLV)  est une association de spécialistes dont les statuts ont été adoptés en assemblée générale le 22 décembre 1910 et déposés le 6 juillet 1912.  Elle est issue de la Société des professeurs de langues vivantes de l'enseignement public  fondée en 1902. Elle regroupe des professeurs de langues vivantes étrangères et régionales de tous les niveaux éducatifs, toutes langues confondues. Elle œuvre pour la diversité linguistique dans le système éducatif français et favorise la réflexion sur les pratiques pédagogiques des enseignants de langues vivantes.
L’association est membre de la Fédération internationale des professeurs de langues vivantes (FIPLV) et a signé la Charte européenne du plurilinguisme. 

## Les Langues modernes
Elle édite une revue, Les Langues modernes, qui publie des articles portant sur l’enseignement des langues vivantes, la linguistique appliquée à l’enseignement des langues vivantes, la didactique des langues, la politique linguistique. Elle constitue une référence pour les enseignants de langues en exercice ou en formation et pour toutes les personnes intéressées par les questions liées à l'enseignement des langues vivantes et au plurilinguisme. 
Les Langues modernes a succédé en 1906 au Bulletin mensuel des professeurs de langues vivantes de l'enseignement public qui avait été créé en 1902 par la Société des professeurs de langues vivantes de l'enseignement public. 
Plusieurs centaines de numéros – de 1902 à 2003 – sont accessibles sur BnFGallica.